# Puerto-ricanische Beachhandball-Nationalmannschaft der Juniorinnen
Die puerto-ricanische Beachhandball-Nationalmannschaft der Juniorinnen repräsentiert den Handball-Verband Puerto Ricos als Auswahlmannschaft auf internationaler Ebene bei Länderspielen im Beachhandball gegen Mannschaften anderer nationaler Verbände.
Als Überbau fungiert die Nationalmannschaft der Frauen. Das männliche Pendant ist die Puerto-ricanische Beachhandball-Nationalmannschaft der Junioren.

## Geschichte
Während Puerto Rico schon länger eine vergleichsweise starke Nation im Hallenhandball in Nordamerika und der Karibik war, konnte sich der Beachhandball trotz der Insellage erst vergleichsweise spät etablieren. Seit etwa Mitte der 2010er Jahre wird der Sport auch nachhaltig von nationalen Handball-Verband unterstützt. Eine Teilnahme an den regionalen Pan-Amerikanische Meisterschaften erfolgte jedoch bei den Mädchen anders als bei den Jungen nicht. Nachdem sich auf Druck der Internationalen Handballföderation (IHF) im April 2019 die Pan-American Team Handball Federation (PATHF) auflöste und in den beiden Nachfolgeorganisationen Handballkonföderation Nordamerikas und der Karibik (NACHC beziehungsweise NORCA) und Süd- und zentralamerikanische Handballkonföderation (SCAHC beziehungsweise COSCABAL) aufging, war dies ein Glücksfall für Puerto Rico, die sich nun beim Kampf um die Qualifikation zu wichtigen Weltturnieren wie den Junioren-Weltmeisterschaften und den Olympischen Jugendspielen nicht mehr mit den Südamerikanischen Mannschaften messen mussten, sondern nun vor allem die Vereinigten Staaten und Mexiko die Gegner um die internationalen Plätze waren.
Da bis zu den Junioren-Weltmeisterschaften 2022 in Iraklio, Kreta noch keine kontinentale Meisterschaft geschaffen wurde, die zur Qualifikation dienen konnte, erhielt der Raum Nordamerika und Karibik eine Wildcard durch den Weltverband und startete daraufhin das erste Mal mit einer Mannschaft bei einem Turnier. Dabei konnte die unerfahrene Mannschaft nur das Team aus Hongkong hinter sich lassen und belegte den 15. Platz.

## Teilnahmen
| Olympische Jugendspiele - 2018 (U 18): nicht qualifiziert - 2026 (U 18): Junioren-Weltmeisterschaften - 2017 (U 17): nicht qualifiziert - 2022 (U 18): 15. | Junioren-Panamerikameisterschaften - 2016 (U 16): nicht teilgenommen - 2017 (U 17): nicht teilgenommen |

- JWM 2022: Yadielis Barros • Jinellys Mai Betacourt Benítez • Hailey Michelle Feliciano Davila • Valeria Cristina Nazario Tardi • Cyolimar Ortíz • Leisha Marie Ramos Roman • Xaviela Karina Rivera Rodríguez • Lianette Rodríguez Ramírez • Natasha Valle Martínez[1]

## Trainer
| Cheftrainer/in - 2022: Abdiel Acevedo | Co-Trainer/in - 2022: Dayna Milete | Fitnesstrainer/in - 2022: Manuel Valle |